# Budka telefoniczna

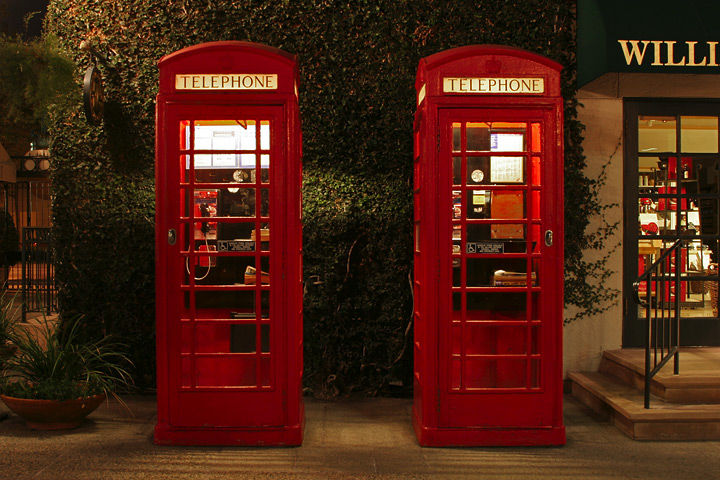
Tradycyjne brytyjskie budki telefoniczne

Budka telefoniczna – konstrukcja ze szkła i metalu lub tworzywa sztucznego, w której znajduje się płatny automat telefoniczny.
Występują różne sposoby płatności: przy pomocy drobnych monet, specjalnych żetonów, kart z paskiem magnetycznym, kart mikroprocesorowych lub karty płatniczej.

## Historia
Pierwsza budka telefoniczna stanęła przed Staple Inn przy High Holborn w Londynie w maju 1903 roku za sprawą towarzystwa kolejowego Grand Central Railway. Kilka lat później budki zaczęły być stawiane przez pocztę.
Od lat 70. XX w. automaty telefoniczne były coraz rzadziej umieszczane w zamykanych budkach, zastępowano je wolno stojącymi automatami telefonicznymi osłoniętymi jedynie daszkiem lub różnego rodzaju półkabinami. Dotyczyło to zwłaszcza miejsc o dużym natężeniu ruchu takich jak dworce kolejowe czy centra handlowe.
Do czasu pojawienia się w 1979 kart magnetycznych wprowadzonych przez belgijską sieć telefoniczną RTT, automaty przyjmujące monety były demolowane i okradane.
Wraz z rozpowszechnieniem telefonów komórkowych zastosowanie budek telefonicznych do komunikacji głosowej uległo zmniejszeniu, jednak rozpowszechnienie przenośnych komputerów powoduje powstanie nowego typu usług. W 2012 roku pojawiło się na Manhattanie, Queens i Brooklynie pierwsze 10 budek oferujących bezprzewodową łączność z internetem. Natomiast od 2015 roku zaczęto realizować wart 200 milionów dolarów projekt LinkNYC, który zakłada budowę kilku tysięcy hotspotów w całym mieście. W tym samym roku podobny projekt na mniejszą skalę uruchomiono w Opolu, gdzie Orange i Urząd Miasta porozumiały się w sprawie budowy 22 hotspotów w budkach telefonicznych, jednak przy zachowaniu funkcji telefonu.

## Likwidacja budek
Wraz z rozwojem telefonii komórkowej budki telefoniczne w Polsce były sukcesywnie likwidowane. Jeszcze ok. 2000 roku było ich w kraju ok. 95 tys., a ok. 2010 roku już tylko ok. 44 tys. Najwięcej budek telefonicznych (ok. 31 tys.) zlikwidowano w latach 2006−2008. W 2015 roku działało ok. 7 tys. automatów, a od 2016 roku zaplanowano pozostawienie 5,5 tys. − w więzieniach, zakładach zamkniętych oraz szpitalnych oddziałach dziecięcych, a także po jednym w każdej gminie. We wrześniu 2016 operator Orange zapowiedział likwidację wszystkich budek telefonicznych w r. 2017. Co prawda prawo wymusza prowadzenie nierentownych usług na wyznaczonym operatorze, jednak od czasu transformacji TPSA operator nie jest wyznaczony.
Liczba publicznych automatów telefonicznych w Polsce na przestrzeni lat
W Wielkiej Brytanii u szczytu ich popularności były 92 tysiące czerwonych budek telefonicznych. W 2013 roku liczba budek wynosiła 58 500, w tym 10 tysięcy tradycyjnych, czerwonych. W 2017 było to 35 tysięcy.

## Współczesność
Dawne budki telefoniczne są wykorzystywane obecnie do innych celów, np. jako instalacje artystyczne. Przykładowo – w maju 2024 we Włodawie postawiono 2 „budki nietelefoniczne”, w których można wysłuchać opowieści związanych z historią miasta i jego mieszkańców.

## Galeria

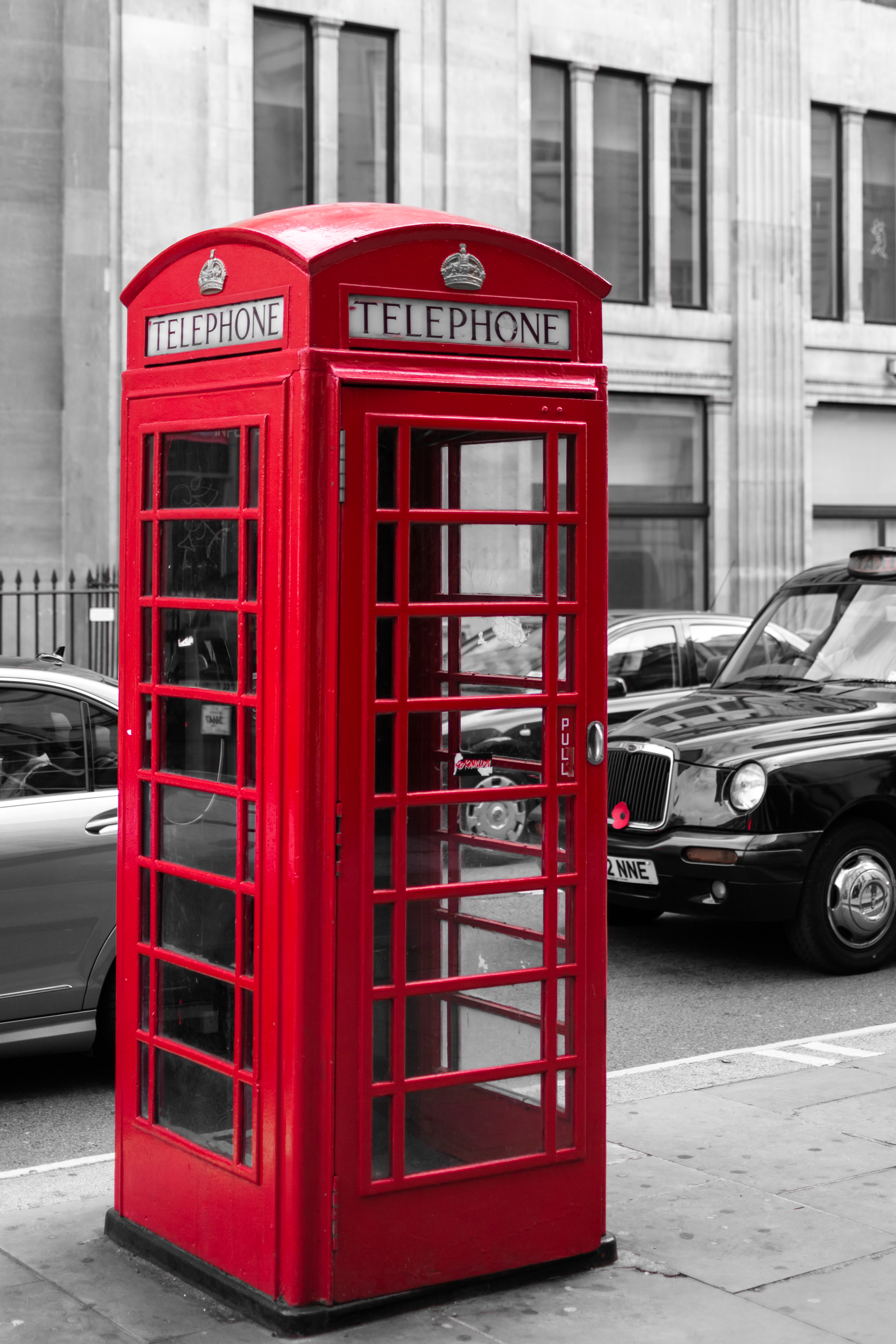
Londyńska budka telefoniczna
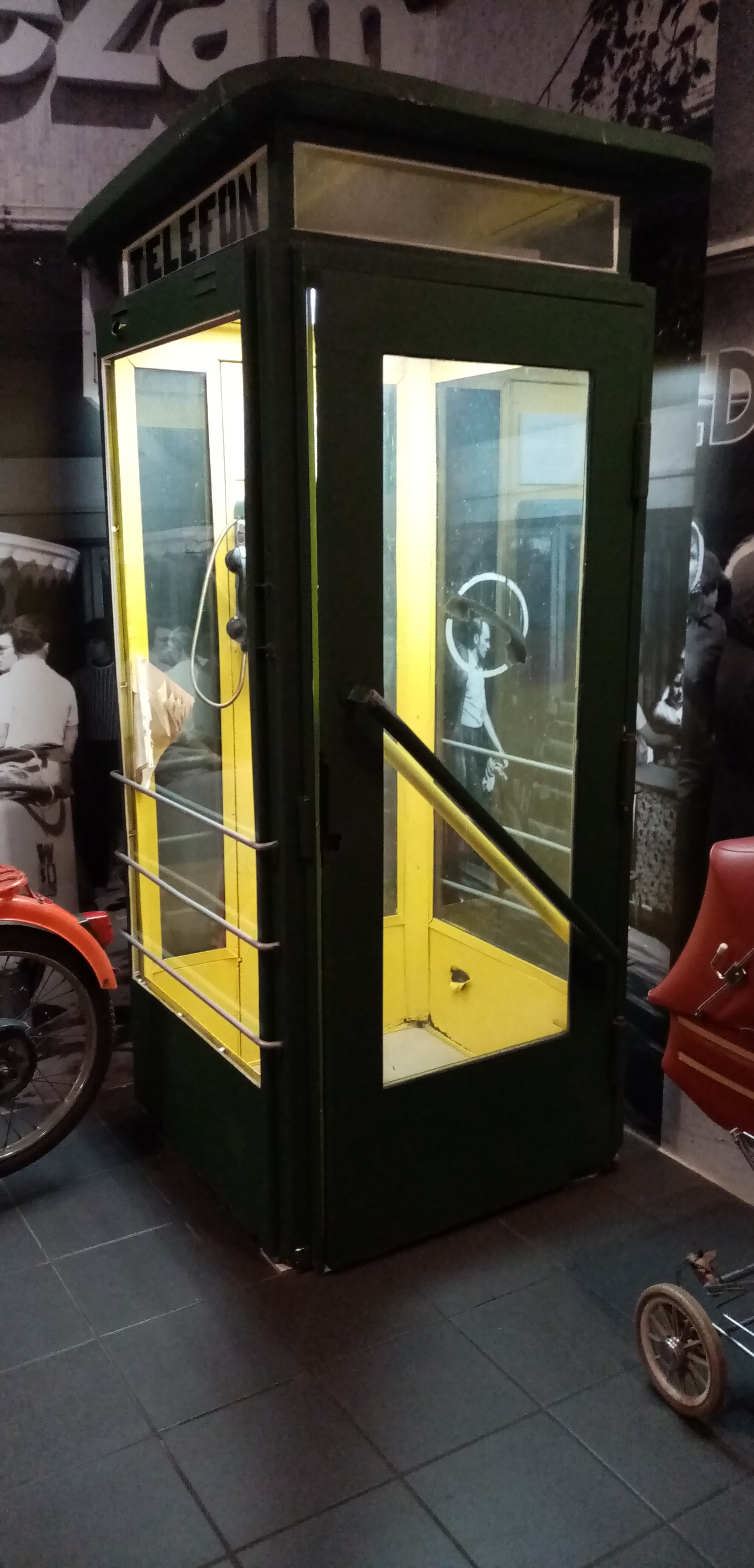
Polska budka telefoniczna z okresu PRL
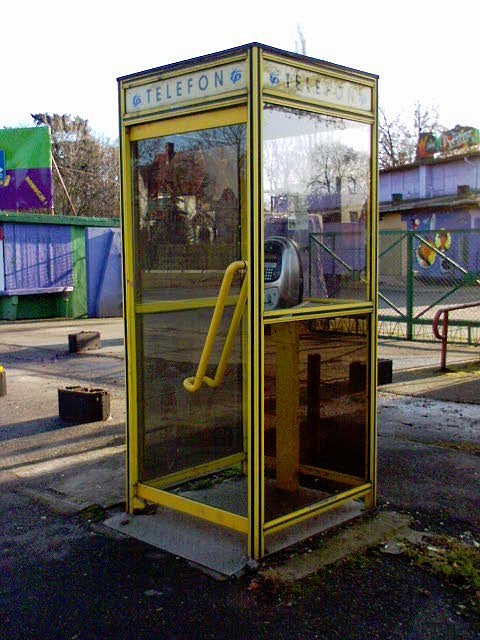
Typowa polska budka Telekomunikacji Polskiej
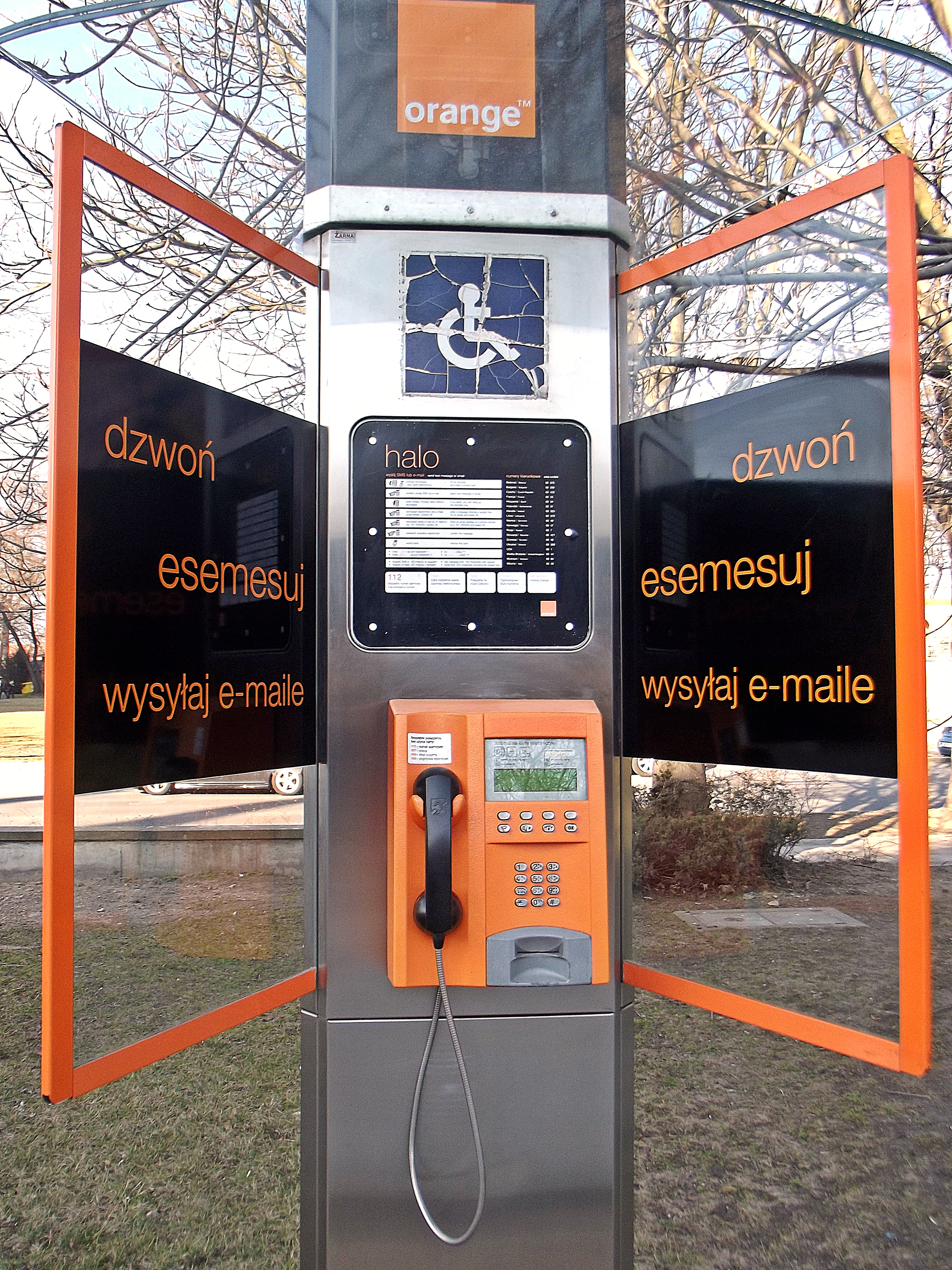
Polska półkabina TP S.A./Orange nowszego typu
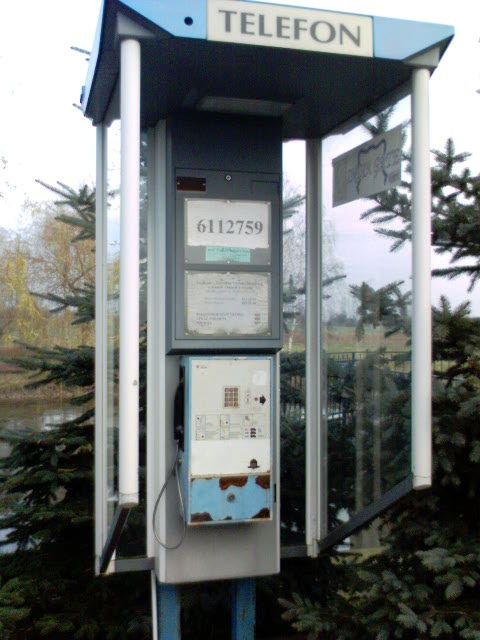
Półkabina Środkowo-Zachodnich Telefonów Polskich S.A.
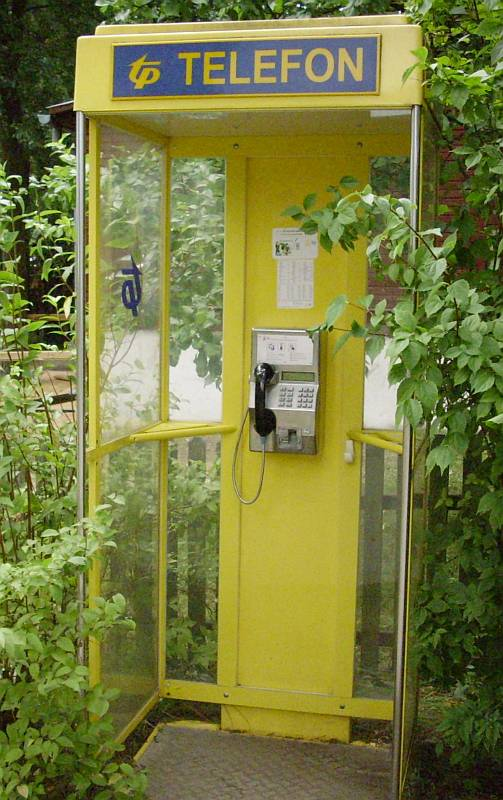
Jedna z odmian polskich półotwartych budek
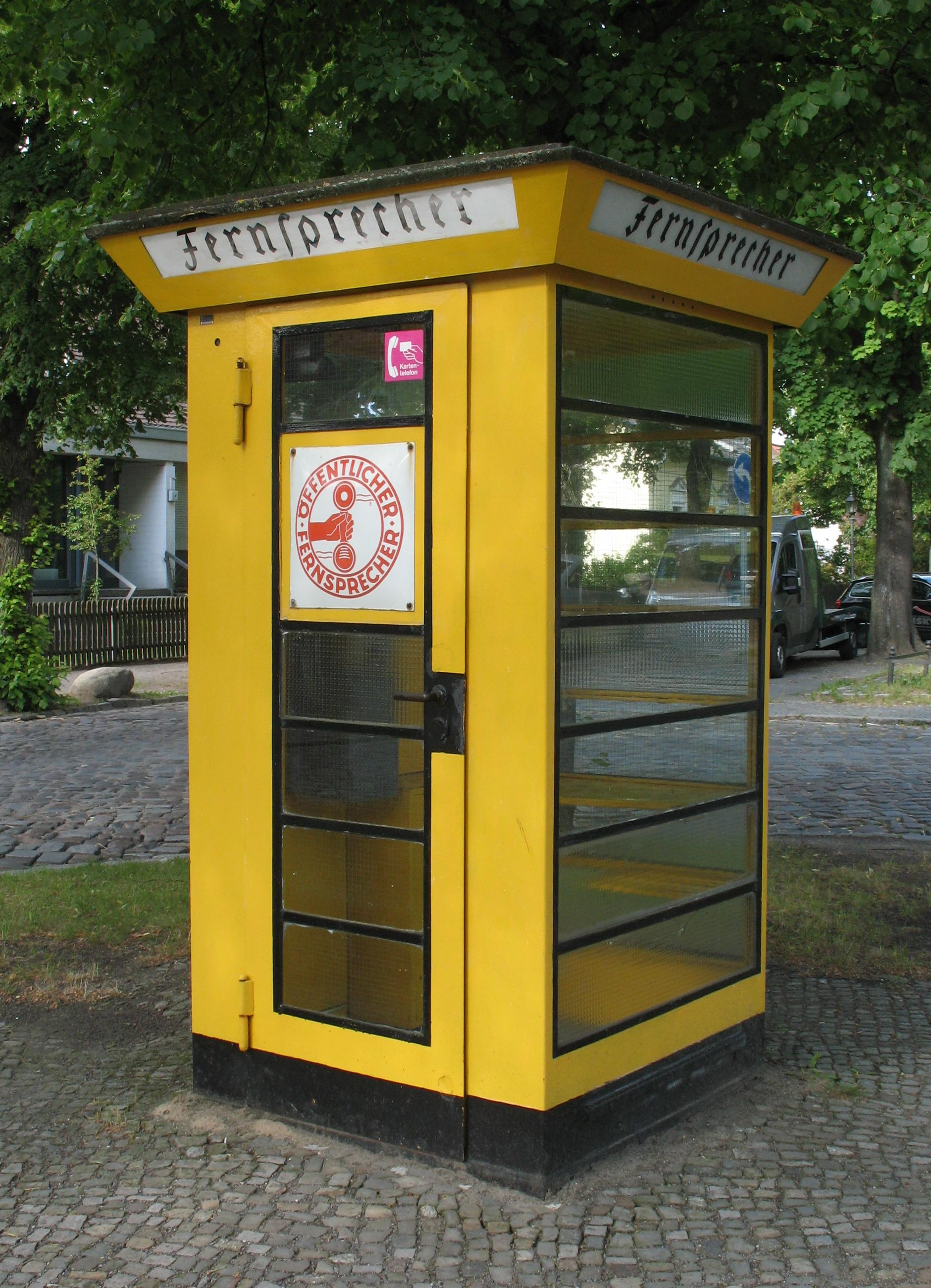
Budka w Berlinie
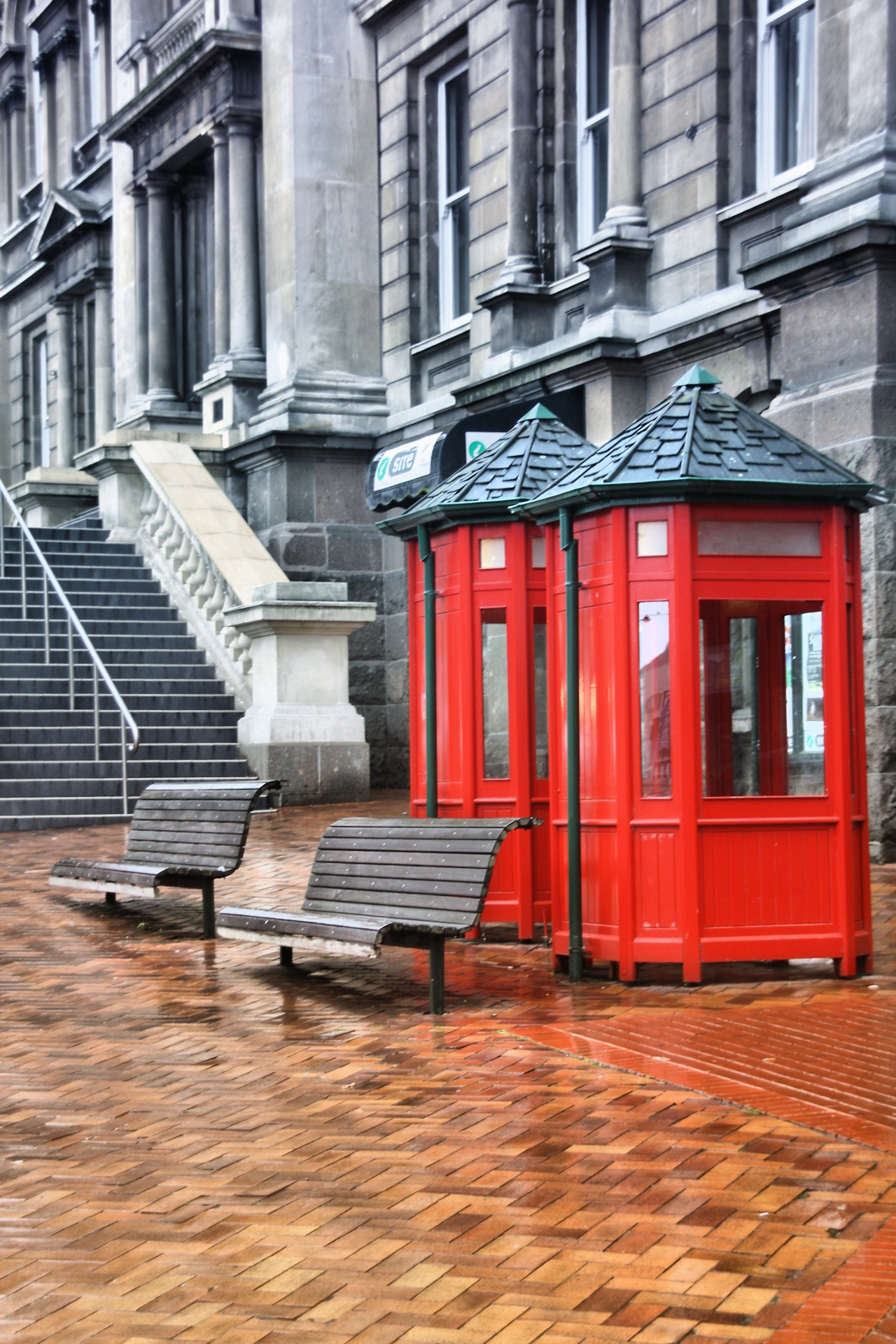
Styl budek charakterystyczny dla Nowej Zelandii
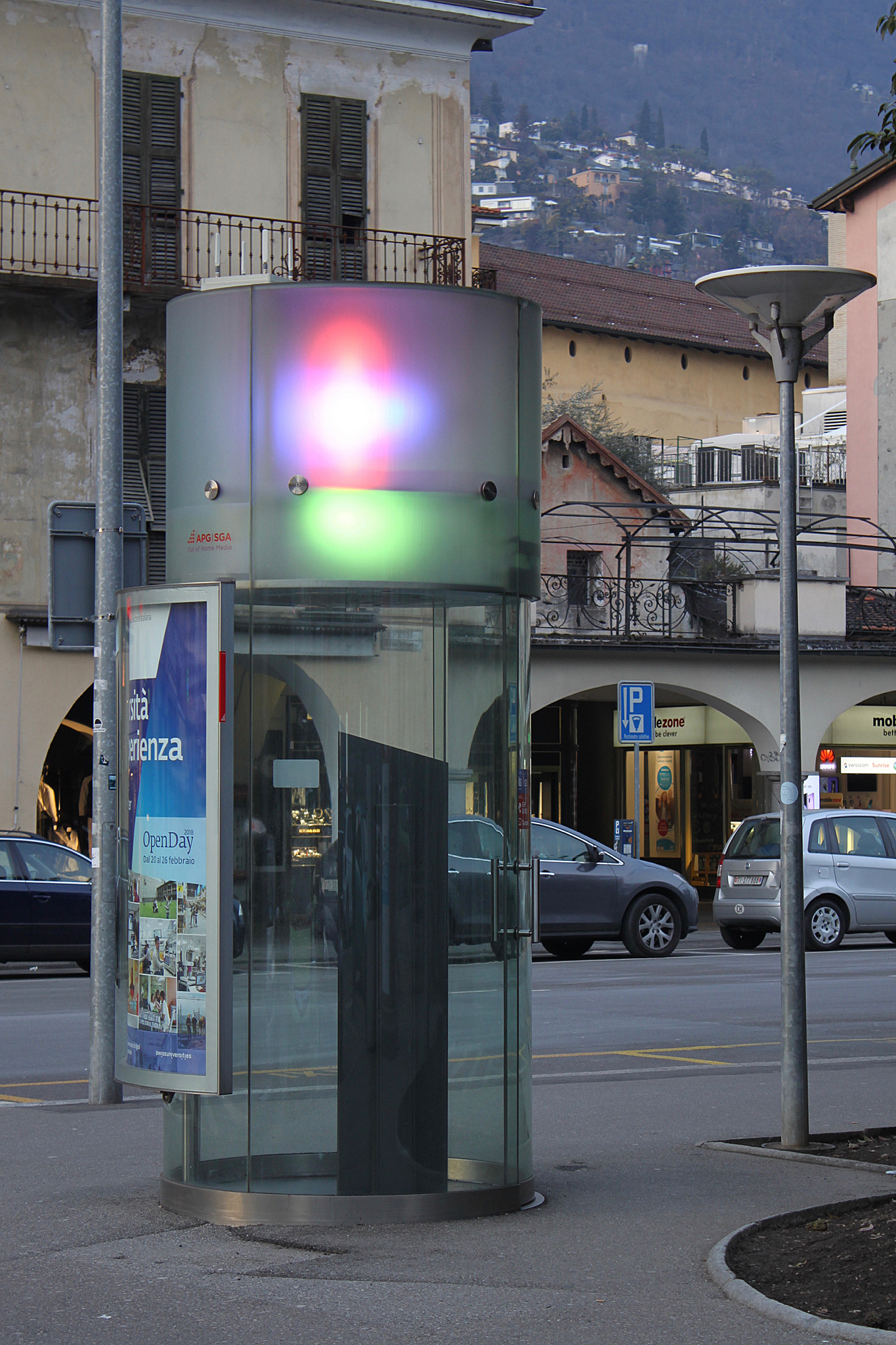
Przykład szwajcarskiego designu w postaci budki telefonicznej w Locarno